# Euphrosine magellanica
Euphrosine magellanica är en ringmaskart som beskrevs av Ehlers 1900. Euphrosine magellanica ingår i släktet Euphrosine och familjen Euphrosinidae. Inga underarter finns listade i Catalogue of Life.